# Ciudad de Valencia
Il Ciudad de Valencia è un traghetto della società marittima Trasmediterránea, costruito nel 2020 nel Cantiere Navale Visentini.

## Servizio
A maggio 2019, la compagnia spagnola Trasmediterránea, rileva dal cantiere Visentini la costruzione n.229 con l'obiettivo di rinnovare la propria flotta. Il traghetto viene acquisito tramite un noleggio a lungo periodo.
Il 20 giugno 2020, la nave lascia i cantieri di Porto Viro , per effettuare le consuete prove in mare. Al termine di esse, si trasferisce presso i cantieri navali di Trieste per le ultime operazioni prima della consegna all'armatore.
Parte da Venezia il 30 luglio, diretta a Cadice, dove il 4 agosto avverrà la consegna alla compagnia Trasmediterránea.

## Navi gemelle
Segue l'elenco delle navi con il loro nome attuale. Le navi, anche se gemelle, si differenziano per alcuni particolari. Per questo, è evidenziato accanto al nome la classe di progetto.
- Hedy Lammar (IMO 9498743)[6]
- Cartour Delta (IMO 9539042)
- Epsilon (IMO 9539054)
- Stena Livia (IMO 9420423)[7]
- GNV Sealand  (IMO 9435454)
- Norman Atlantic (IMO 9435466; demolita nel 2019)
- Stena Flavia (IMO 9417919)[8]
- Connemara (IMO 9349760)[9]
- Stena Horizon (IMO 9332559)[10]
- Corfù (IMO 9349758)
- Stena Scandica (IMO 9329849)[11]
- Stena Baltica (IMO 9329851)
- Ciudad de Palma (IMO 9349772)
- GNV Bridge[12]